# 尼克·哈尔特
尼克·哈尔特（Nick Hardt，2000年9月20日—），多米尼加共和国男子网球运动员。
截止2024年6月，他在ATP挑战巡回赛有1个单打冠军，在ITF男子世界网球巡回赛有11个单打和6个双打冠军。他代表多米尼加共和国参加戴维斯杯。

## 网球生涯
2016年，他在多米尼加共和国圣多明各举行的第25届梅伦格杯（Copa Merengue）上夺冠，年仅15岁，成为多米尼加最年轻的冠军。
哈尔特首次被提名参加2017年戴维斯杯比赛，并在首场比赛中对阵智利网球选手尼古拉斯·雅里。他在2022年JC费列罗挑战公开赛上首次进入挑战赛决赛。
2024年哈尔特在巴塞罗那举行的桑切斯-卡萨尔·马普弗雷杯上，他以替补身份击败了外卡选手、2号种子伯纳贝·萨帕塔·米拉莱斯，赢得了自己的首个挑战赛冠军，他是多米尼加共和国历史上的第二位挑战赛冠军。
随后在2024年巴塞罗那网球公开赛上以替补身份进入资格赛，并打入了正赛，这是他首次参加ATP巡回赛，也是他的首个ATP500级别赛事，并在首轮三盘击败了外卡选手马丁·兰达卢塞，成为自2018年基多网球公开赛的維克多·埃斯特雷亞·布爾戈斯后第一位赢得ATP巡回赛级别比赛的多米尼加球员。

## ATP挑战赛决赛

### 单打: 1 (1冠1亚)
| 结果 | 胜-负 | 日期       | 巡回赛           | 级别   | 场地 | 对手                     | 比分          |
| ---- | ----- | ---------- | ---------------- | ------ | ---- | ------------------------ | ------------- |
| 负   | 9–5   | 2022年10月 | 阿利坎特, 西班牙 | 挑战赛 | 硬地 | 卢卡斯·克莱恩            | 3–6, 4–6      |
| 胜   | 12–6  | 2024年4月  | 巴塞罗那, 西班牙 | 挑战赛 | 泥地 | 贝尔纳韦·萨帕塔·米拉列斯 | 6–4, 3–6, 6–2 |